# Хорунжий Володимир Петрович
Володимир Петрович Хорунжий (нар.6 вересня 1951 р., м. Ворошиловград) — актор, провідний майстер сцени Сумського обласного Театру для дітей та юнацтва, Народний артист України (23.08.2011). Також режисер, викладач.

## Біографія
Народився 6 вересня 1951 року у місті Ворошиловград (зараз — Луганськ) у родині робітників, україномовних вихідців з Воронезької області. Батько — Хорунжий Петро Кузьмич (1912—1995 рр.), робітник Луганського паровозобудівного заводу. Мати — Хорунжа Анисья Андріївна (1910—1994 рр.).

### Луганський період
Навчався Володимир Хорунжий у школах № 35 та № 34 у селищі Красний Яр  Жовтневого району міста Луганськ. Після закінчення школи збирався вступити до Луганського Вищого військового училища штурманів, вчитися на пілота, але не вийшло. Тоді, за порадою старшого брата (Хорунжий Іван Петрович, 1937 р. нар.), що працював на Луганському обласному телебаченні, у 1968 році вступив до режисерського факультету культурно-освітнього училища. Провчивсь два курси, й у 1970 році був призваний до армії. Службу проходив у Азербайджані, біля Сумгаїту, був оператором-планшетистом командного пункту радіолокаційної станції при авіаційному полку ППО.
Після служби повертається до училища, яке закінчує у 1973 році. В тому ж році (разом із майбутнім колегою по Сумському театру для дітей та юнацтва Семеном Немировським) вступає до колективу Луганського театру ляльок. Перша роль у театрі — Ведмідь у виставі «Пісенька не для всіх» за п'єсою Євгена Патріка.

### Харківський період
У 1975 році просто з гастролей у Бєлгородській області Володимир Хорунжий приїздить до Харкова, складає вступні іспити до факультету акторів театру ляльок Харківського інституту мистецтв ім. Котляревського й потрапляє відразу на другий курс до заслуженої артистки Української РСР Смирнової Елеонори Миколаївни. Як студент проходив практику у Харківському державному театрі ляльок ім. Н. К. Крупської (зараз — Харківський державний академічний театр ляльок імені В. А. Афанасьєва). Під час навчання працював не лише в театрі, але й двірником та опалювачем у Театральному відділенні інституту мистецтв (вул. Сумська, 34. На наш час будівля не збереглася). У вільний від навчання час (на літніх канікулах) разом з однокурсниками та друзями по інституту створив студентський будівельний загін «Кобзар». У 1976 році був командиром загону, що працював на будівництві залізниці Сургут-Уренгой у Тюменській області. Студенти — актори та музиканти — прокладали трасу під залізничну насип у тайзі та на болотах. Влітку 1977 року — будували власне залізницю Мегіон — Нижньовартовськ у Ханти-Мансійському автономному окрузі.

### Сумський період

#### 1970-ті
У 1978 році разом із дружиною та кількома колегами-випускниками харківського інституту Володимир Хорунжий приїздить до Сум, відновлювати створений у 1975 році Сумський обласний театр ляльок, в якому через різні причини майже не залишилося акторів. На той час театр не мав постійного приміщення для показу вистав, мав лише репетиційну кімнату в приміщенні колишньої музичної школи (На розі вул. Гагаріна та Першотравневої). Працювали на віїздах по школах, дідсадках, таборах Сум та області.

#### 1980-ті
У 1980 році молодий колектив отримує власне приміщення: в'їздить до старовинної будівлі по вул. Жовтневій, 6 (нині — Покровська), де раніше працювала трупа театру ім. М. С. Щепкіна. У квітні 1981 році Сумський театр ляльок реорганізовано у обласний театр для дітей та юнацтва. Це був і є унікальний експеримент, що поєднує у своїй роботі два види театрального мистецтва: драматичний та ляльковий. Тобто, зранку йшли лялькові вистави для дітей, по вечорах — драматичні для молоді. Ці роки були найпліднішими для театру та акторів. Володимир Хорунжий був зайнятий майже у всіх виставах репертуару. 

У 1983 році отримує звання Заслуженого артиста УРСР.
Найвідоміші ролі того часу: Портос («Три Мушкетери», реж. — Володимир Бегма, 1982-83 рр.), Веселий Слуга («Айболит проти Бармалєя» за п'єсою Р. Бикова, реж. Олег Когут, 1981 р.), Сеньйор Капулєтті («Ромео та Джульєта» за п'єсою В. Шекспіра, реж. Олег Когут, 1985 р.), Коломійцев («Последние» за п'єсою М. Горького, реж. Олег Когут, 1985 р.), Гулячкін («Мандат» за п'єсою М. Ердмана, реж. Олег Когут, 1986 р.), сер Тобі Белч («Дванадцята ніч» за п'єсою В. Шекспіра, реж. Олег Когут), Мачуха («Попелюшка» за п'єсою Є. Шварца, реж. Анатолій Мартюшов, 1987 р.), Цар та Кощій Безсмертний (лялькова вистава «Царівна-жаба», реж. Анатолій Мартюшов, 1987 р.).

#### 1990-ті
Дев'яності роки були дуже важкими для театру та його колективу. У 1991 році театр, Суми та Україну залишає талановитий режисер Олег Когут, засновник театру для дітей та юнацтва. Майже повністю скінчилася гастрольна діяльність. Але треба відзначити, що у 1991 році із виставою «Вождь червоношкірих» (за п'єсою Зиновія Сагалова, реж. — Олег Когут) колектив відвідав із гастролями Москву (березень) та Санкт-Петербург (листопад). Вистава, у якій зайняті всього три актори (Володимир Хорунжий, Семен Немировський та Галина Федорук) викликала багато схвальних відгуків від столичної публіки.
У ті важкі часи заробляти акторам доводилося різними шляхами. У 1993—1994 році запрацював так званий «Театр у фоє», створений режисером Тамарою Шестаковою. Було поставлено виставу за п'єсою Едварда Радзинського «Театр часів Нерона та Сенеки». Володимир Хорунжий втілив у життя роль Сенеки, давньоримського філософа та вихователя імператора Нерона. Багато хто з акторів знайшов собі роботу поза театром, але остаточно театру не залишив. Володимир Петрович працював двірником та заправником на маленькій приватній автозаправці.
Газета «Україна молода» за 2 жовтня 1998 року навіть випустила статтю під гірко-іронічною назвою «У театрі на стелі грибний урожай, або Хто зіграє нашим дітям казку, якщо сценічні королі стають „королями“ бензоколонок?»
Але, незважаючи ні на що, у дев'яності роки Володимир Хорунжий запам'ятався глядачам такими ролями: Мсьє Карл'є («О, мсьє Блез» за п'єсою Клода Маньє, реж. Анатолій Мартюшов), Аргонт та (пізніше) Скапен («Витівки Скапена» за п'єсою Жана Батиста Мольєра, реж. — Ігор Селиванов), Білл («Вождь червоношкірих»), Пантера Браун («Трьохгрошова опера» за п'єсою Бертольда Брехта, реж. Олег Когут), генерал Неуважай-Корито («Чоботи на вечерю» по п'єсі Зиновія Сагалова за казкою Салтикова-Щедрина «Як один мужик двох генералів прогодував», реж. Анатолій Мартюшов), Сеньйор Монтеккі («Чума на ваші дві родини» за п'єсою Григорія Горіна, реж. Анатолій Мартюшов, 1998 р.), Франсуа Пиньон («Контракт» за п'єсою Франсіса Вебера, реж. Анатолій Мартюшов). Також глядачі пам'ятають роботи Володимира Хорунжого у лялькових виставах цього часу: «Був собі Геракл» (за п'єсою Михайла Бартєнєва) та «Вій» (за Миколою Гоголем).

#### 2000-ні

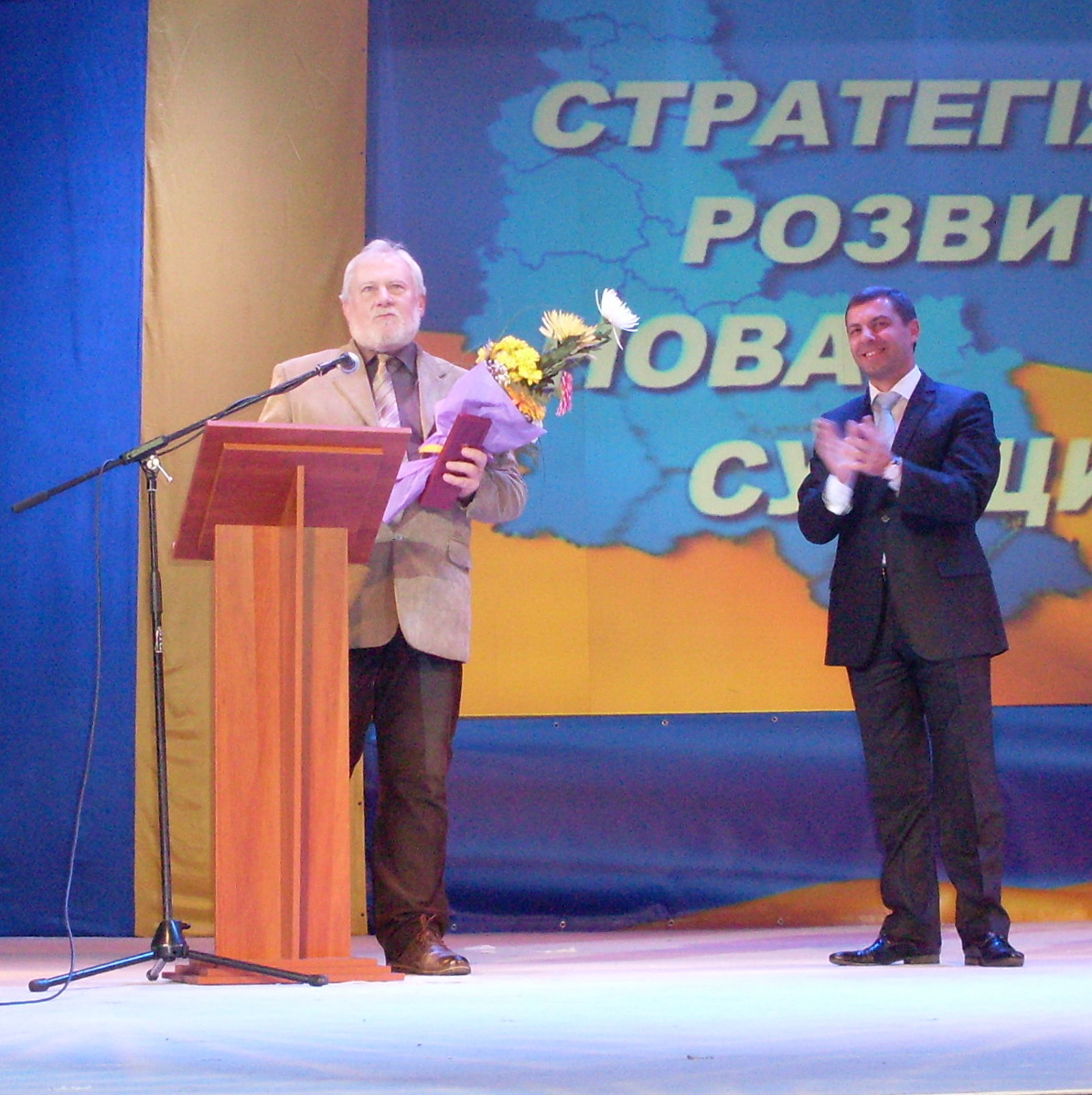
Отримання звання «Народний артист України»

На початку 2000 років ролей в театрі у Володимира Петровича було небагато. Але з'явилася можливість поділитися досвідом із молодим поколінням: у 2001—2004 роках викладав акторську майстерність і сценічну мову у Школі мистецтв при НВК № 29 м. Суми, у 2006—2008 роках виховував юних акторів Дитячого Музичного театра «Дзвіночок» у Сумському Палаці дітей та юнацтва.
Найвідоміші ролі цього періоду: Смірнов(«Ведмідь» за п'єсою Антона Чехова, реж. Олексій Желудков та Семен Немировський), Пан Опецьковський («Шельменко-Денщик» за п'єсою Григорія Квітки-Основ'яненка, реж. Анатолій Мартюшов), Герасим Калитка («Сто тисяч» за п'єсою Карпенка-Карого, реж. Анатолій Мартюшов), Сторож («Клітка» за п'єсою Льва Корсунського, реж. Валерій Микитенко), Купець Восмибратов («Ліс» за п'єсою Олександра Островського, реж. Юрій Береза) та інші.

#### Наш час
Зараз Володимир Петрович продовжує служити у Театрі для дітей та юнацтва. У 2011 році отримав звання Народний артист України.
Найвідоміші ролі за останній час: Кушкін та Женька («Кво Вадіс» за п'єсою Микити Разумова «Страсти по Торчалову», реж. Валерій Микитенко), Архонт Клеон («Забути Герострата» за п'єсою Григорія Горіна, реж. Валерій Микитенко), Петро Євгенович Ніконоров («Бульвар втрачених надій» за п'єсою Самуїла Альошина «Дорогая моя Машенька», реж. Олександра Сокол), Кінь («Дуже проста історія» за п'єсою Марії Ладо, реж. Валерій Микитенко) та інші. Також не перший рік співпрацює із школою № 7 у підготовці дітей-лялькарів.

## Ролі в театрі

### Луганський театр ляльок
- Ведмідь («Пісенька не для всіх» за Є. Патриком)
- Слоненя («Ти для мене» за Сапгіром та Цифєровим)
- Саїд («Алі-Баба та сорок розбійників»)
- Іван — селянський син («Іван — селянський син»)
- Балда («Казка про попа та його робітника Балду» за О. Пушкіним)
- Солдат Мартін Кабат («Бісів Млин» за І. Штоком та Я. Дрдою)

### Харківський театр ляльок
- Кентавр («Чарівна Галатея»)
- Арей («Чарівна Галатея»)

### Сумський театр для дітей та юнацтва

#### Лялькові вистави
- Лєший («Чарівний фургон» за В. Орловим)
- Фути («Маленька фєя» за Воймілом Рабаданом)
- Цар («Два майстри» за Ю. Єлісеєвим)
- Вовк («Автоказка»)
- Чорний Кіт («Котёнок по имени ГАВ» за Г. Остером)
- Цар, Кощій Безсмертний, Кінь («Царівна-Жаба» за Герне)
- Вовк («Золоте курча» за В. Орловим)
- Геракл («Був собі Геракл» за М. Бартенєвим)
- Скоморох («Іванкова Сопілка» за В. Орловим)
- Богослов Халява, Вій («Вій» за М. Гоголем)
- Коза-Дереза («Коза-Дереза» за С. Немировським)
- Буржуїн, Батько («Життя таке як треба» за А. Гайдаром)
- Князь («Вікентій Прерозумний» за Я. Стельмахом)

#### Драматичні вистави для дітей

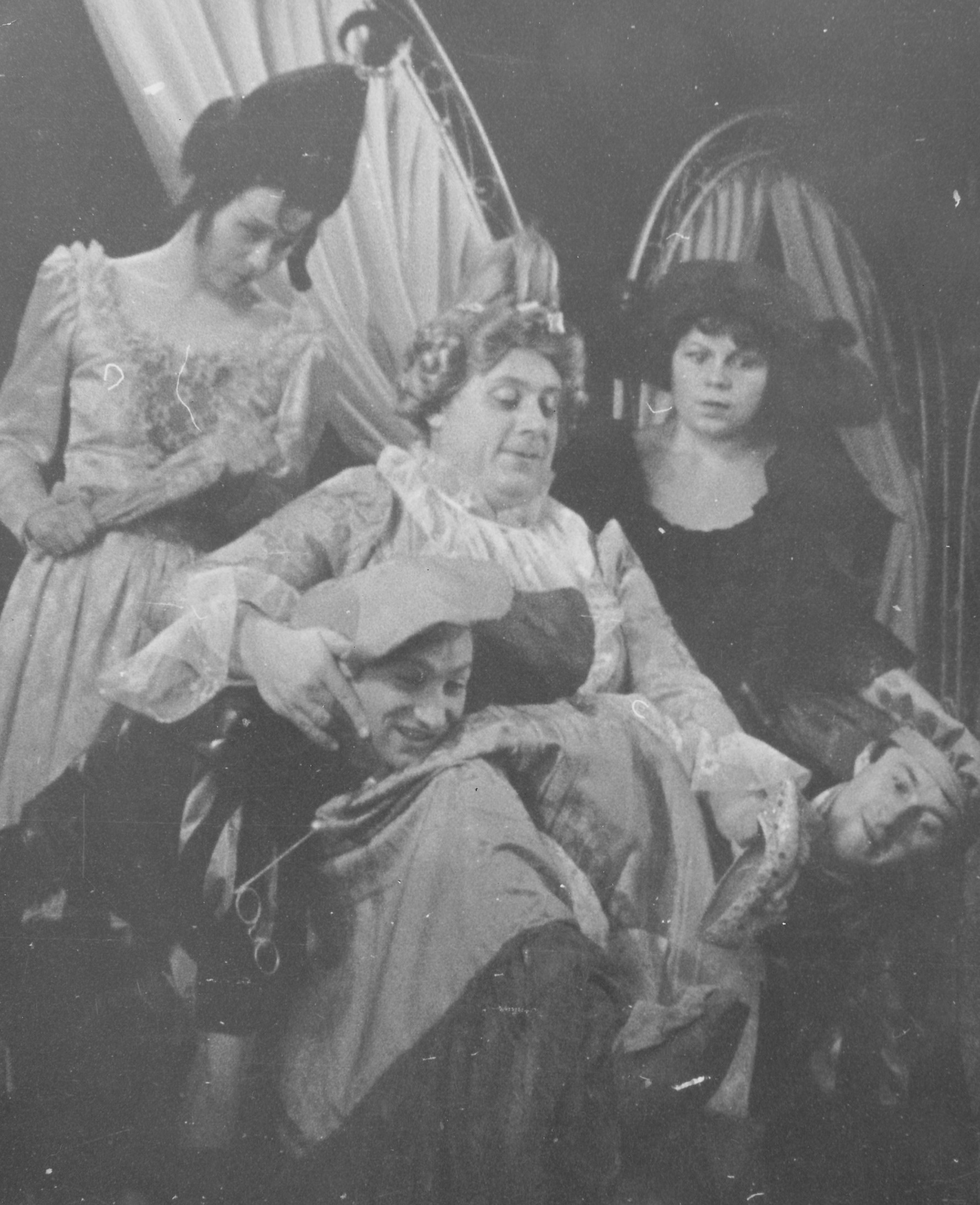
Вистава «Попелюшка». Фото з архіву В. Хорунжого

- Сірий Заєць («Веселий Маскарад» за В. Орловим)
- Веселий Слуга («Айболит проти Бармалєя» за Р. Биковим)
- Король, Головний Розбійник («Балада про закоханих» за п'єсою «Снігова королева» Є. Шварца)
- Король («Бонжур, мсьє Перро» за Н. Сліпаковою)
- Цар («Іван-царевич» за Ю. Міхайловим (Кімом))
- Солдат («Чудо-юдо»)
- Купець, Лєший («Червоненька квіточка» за Браусевичем)
- Ведмідь («Два клени» за Є. Шварцем)
- Мачуха («Попелюшка» за Є. Шварцем)
- Білл («Вождь червоношкірих» по п'єсі Зиновія Сагалова за мотивами новел О.Генрі)
- Солдат («Місто без любові» за Л. Устіновим)
- Карабас-Барабас («Пригоди Буратіно» за О. Толстим)
- Карлсон («Карсон, що живе на даху» за п'єсою Г. Богомолова)
- Дід-оповідач («Терем-теремок» за С. Маршаком)
- Пес Максимільян («Хитра Казка» за С. Немировським)
- Гном Вівторок («Білосніжка та сім гномів» за О. Табаковим та Л. Устіновим)
- Дід Мороз («Снєгурушка» за М. Бартєнєвим)
- Злий Чарівник («Аладдін» за Я. Стельмахом)

#### Драматичні вистави для дорослих
- Жебрак — божий мандрівник («Робінзонада» за п'єсою О. Канєвського «Семь Робинзонов»)
- Костя («Твої 16» за Т. Ян)
- Виконроб («Моя любов на третьому курсі» за п'єсою М. Шатрова «Лошадь Пржевальского»)
- Комисар («Дев'ята симфонія» за Ю. Принцевим)
- Портос («Три мушкетери» за Ряшинцевим)
- Бодрикур («Жайворонок» за Ануєм)
- Старшина Васков (театральна композиція «Пам'яті павших»)
- Батько («У пошуках радості» за В. Розовим)
- Палач («Спитай коли-небудь у трав» за Я. Стельмахом)
- Борис («Провінціалки» за Я. Стельмахом)
- Директор школи («Лестница»)
- Виконроб («Чокнута» за Гельманом)
- Цар («Блоха» за Лєсковим)
- Генерал («Я завжди посміхаюся» за Я. Сегелєм)
- Коломійцев («Последние» за М. Горьким)
- Гулячкін («Мандат» за М. Ердманом)
- Сеньйор Капулетті («Ромео та Джульєта» за В. Шекспіром)
- Отець Тук («Стріли Робін Гуда»)
- Сер Тобі Белч («Що завгодно, або Дванадцята ніч»)
- Пантера Браун («Трьохгрошова опера» за Б. Брехтом)
- Журналіст («Третє покоління»)
- Шамраєв («Чайка» за А. Чеховим)
- Сенатор («Дивна місіс Севідж»)
- Смірнов («Ведмідь» за А. Чеховим)
- Сенека («Театр часів Нерона та Сенеки» за Е. Радзінським, «Театр у фоє»)
- Сенатор-кінь («Театр часів Нерона та Сенеки» за Е. Радзінським)
- Франсуа Пиньон («Контракт» за Ф. Вебером)
- Мсьє Карльє («О, мсьє Блез» за К. Моньє)
- Сеньйор Монтеккі («Чума на ваші дві родини» за Г. Горіним)
- Председатель колгоспу («Балада про веселих жайворонків»)
- Ксанф («Езоп» за Г.Фігейреда)
- Сторож («Клітка» за Л. Корсунським)
- Генерал Неуважай-Корито («Чоботи на вечерю»)
- Герасим Калитка («Сто тисяч» за Карпенко-Карим)
- Батько Стецька («Сватання на Гончарівці»)
- Пан Опецьковський («Шельменко-денщик» за Г. Квіткою-Основ'яненко)
- Аргонт («Витівки Скапена» за Ж. Б. Мольєром)
- Скапен («Витівки Скапена» за Ж. Б. Мольєром)
- Батько («Звір»)
- Влас, покійний сотник («Конотопська відьма» за Гр. Квіткою-Основ'яненком, реж. Валентин Бурий, вистава Театру ім. Щепкіна)
- Архонт Клеон («Забути Герострата» за Г. Горіним)
- Райнер («Соло для годинника з боєм» за О. Заградником)
- Грег («Ось воно, щастя — ти і я» за п'єсою А. Гьорні «Сільвія»)
- Ніконоров («Бульвар втрачених надій» за С. Альошиним)
- Кушкін, Женька («Кво Вадіс» за М. Разумовим)
- Кінь («Дуже проста історія» за М. Ладо)
- Рискул-Бей («В ніч місячного затемнення» за Мустай Карімом)
- Кілька ролей у виставі «Ну, публика!» за оповіданнями А. П. Чехова у постановці народної артистки О. М. Сокол.
- Він (Мінтай) у виставі до 50-річчя акторської діяльності Сокол Олександри Михайлівни "Мінтай та Женуарія Love Story" за п'єсою Миколи Коляди "Старая зайчиха".

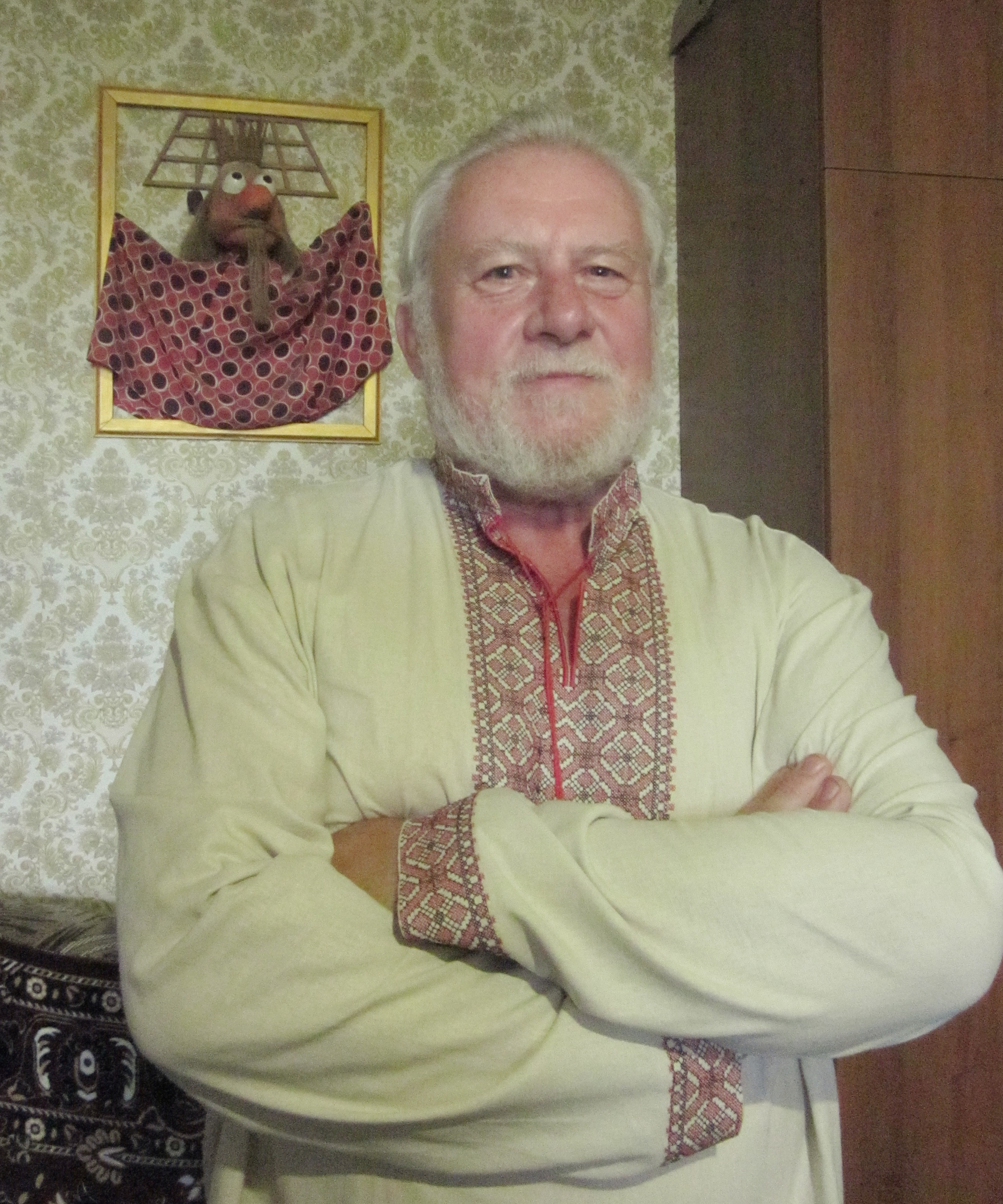
Володимир Хорунжий у 2015 році

## Режисерська робота
- У 1996 році поставив лялькову виставу «Коза-Дереза» за однойменною п'єсою Семена Немировського. У тому ж році вистава стала лауреатом міжнародного фестивалю «Інтерлялька» у м. Ужгород
- У 2006 році капітально відновив виставу Олега Когута «Вождь червоношкірих».
- У 2018 році поставив музичну виставу «Заєць-чарівник» за п'єсою Павла Морозова «Заяц и ВОЛКшебство» у перекладі на українську мову Дмитра Хорунжого (прем'єра відбулася 14 квітня 2018 року).
- У 2019 році поставив лялькову виставу "Ох, цей кіт!" за п'єсою Дмитра Хорунжого "Пан отаман Левиан Тигренко-Поїдайло" (прем'єра відбулася 21-22 вересня 2019 року) [2]

## Сім'я
Одружений, має сина.
- Дружина: Хорунжа Наталія Леонідівна (нар. 1953  р.), старший викладач відділу хорового диригування Сумського фахового коледжу мистецтв і культури ім. Д. С. Бортнянського.
- Син: Хорунжий Дмитро Володимирович (нар. 1979 р.)  — за освітою - вчитель історії, з 2004 по 2019 рік працював культорганізатором організаційно-масового відділу Сумського Палацу дітей та юнацтва. Не одружений, дітей немає.
- Брат: Хорунжий Іван Петрович (нар. 1937) — колишній працівник Луганського обласного телебачення (режисер), колишній вікладач Луганської академії культури, на пенсії.

## Цікаві факти

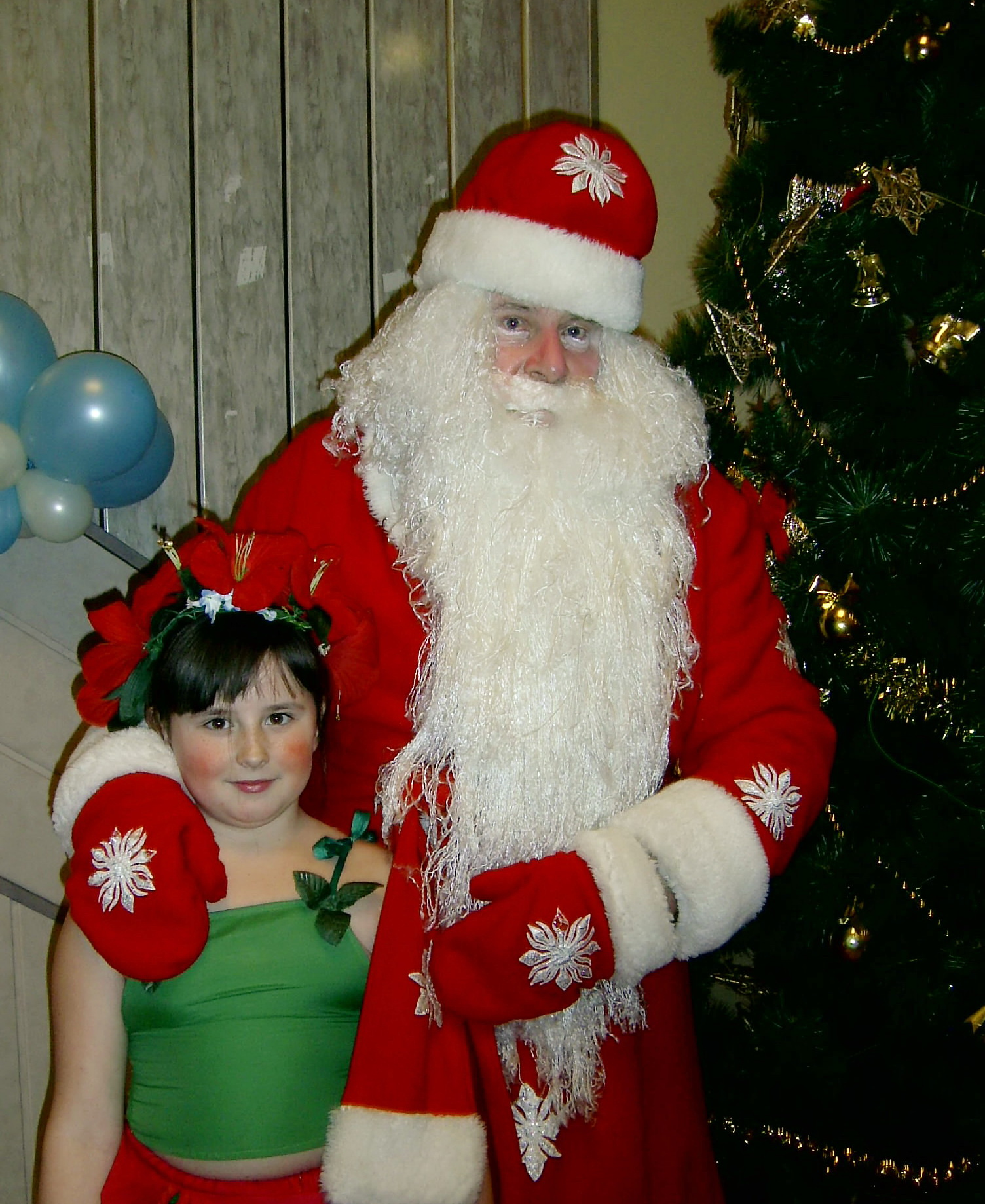
Володимир Хорунжий на новорічному заході у Сумському Палаці дітей та юнацтва

- У ролі Сторожа (вистава «Клітка») немає жодного слова. При цьому вона настільки талановито втілена, що на фестивалі у Макіївці Володимир Хорунжий отримав відзнаку за найкращу роль другого плану.
- За роль Мачухи у виставі «Попелюшка» Володимир Петрович на одному з фестивалів ТЮГів України у вісімдесятих роках отримав приз за найкращу жіночу роль!